# Elysius flavoabdominalis
Elysius flavoabdominalis là một loài bướm đêm thuộc phân họ Arctiinae, họ Erebidae.